# Melanotus (kever)
Melanotus is een geslacht van kevers uit de familie kniptorren (Elateridae).
Het geslacht is voor het eerst wetenschappelijk beschreven in 1829 door Eschscholtz.

## Soorten
Het geslacht omvat de volgende soorten:
- Melanotus abdominalis (Erichson, 1842)
- Melanotus abdominalis Platia & Schimmel, 2001
- Melanotus abietinus (Gistel, 1857)
- Melanotus abnormis Platia & Schimmel, 2001
- Melanotus acuminatus Reitter, 1891
- Melanotus adlbaueri Platia & Schimmel, 2001
- Melanotus admirabilis Dolin, 1994
- Melanotus aemulus (Erichson, 1841)
- Melanotus afghanicus Gurjeva, 1990
- Melanotus agilis Platia & Schimmel, 2001
- Melanotus agriotides Candèze, 1860
- Melanotus akusekianus Ôhira, 1997
- Melanotus albatus Platia & Schimmel, 2001
- Melanotus albertisi Candèze, 1878
- Melanotus albicans Platia & Schimmel, 2001
- Melanotus albivellus Candèze, 1865
- Melanotus alburnus Candèze
- Melanotus amamiensis Ôhira, 1967
- Melanotus americanus (Herbst, 1806)
- Melanotus amianus Kishii, 1992
- Melanotus analis Platia & Schimmel, 2001
- Melanotus andrewsi Platia & Schimmel, 2001
- Melanotus angelinii Platia, 2007
- Melanotus angulicollis Fleutiaux, 1933
- Melanotus angustus Fleutiaux, 1933
- Melanotus angustus Platia & Schimmel, 2002
- Melanotus ankangensis Platia & Schimmel, 2004
- Melanotus annamensis Platia & Schimmel, 2001
- Melanotus annosus Candèze, 1865
- Melanotus antennalis Platia & Schimmel, 2001
- Melanotus apicalis Fleutiaux, 1889
- Melanotus arcanus (Dolin, 1979)
- Melanotus arctoides Kishii in Kishii & Paik, 2002
- Melanotus arctus Candèze, 1882
- Melanotus argodi Platia & Schimmel, 2001
- Melanotus armeniacus Schwarz, 1892
- Melanotus arnoldii Dolin, 1990
- Melanotus arunachalensis Platia, 2007
- Melanotus asper Platia & Schimmel, 2001
- Melanotus assessor Platia & Schimmel, 2001
- Melanotus atayal Kishii & Platia, 1991
- Melanotus atkinsoni Platia & Schimmel, 2001
- Melanotus atractodes (Candèze, 1880)
- Melanotus atratus Fleutiaux, 1933
- Melanotus atricapillus Reitter, 1891
- Melanotus auberti Platia & Schimmel, 2001
- Melanotus augustianus Lee, 1998
- Melanotus augustus Platia & Schimmel, 2002
- Melanotus auriculus Platia & Schimmel, 2001
- Melanotus ausobskyi Platia & Schimmel, 2001
- Melanotus avitus Candèze, 1886
- Melanotus babai Kishii, 1989
- Melanotus babaulti Platia & Schimmel, 2001
- Melanotus bacoti Platia & Schimmel, 2001
- Melanotus badchysicus Dolin & Atamuradov, 1980
- Melanotus badgleyi Platia & Schimmel, 2001
- Melanotus baerti Platia & Schimmel, 2001
- Melanotus bajulus (Erichson, 1841)
- Melanotus bannaensis Ôhira, 1978
- Melanotus barbatus Gurjeva, 1990
- Melanotus bartolozzii Platia & Schimmel, 2001
- Melanotus basalis Fleutiaux, 1918
- Melanotus battareli Platia & Schimmel, 2001
- Melanotus beameri Quate & Quate, 1967
- Melanotus beckeri Platia & Schimmel, 2001
- Melanotus becvari Platia & Schimmel, 2002
- Melanotus beesoni Platia & Schimmel, 2001
- Melanotus benesi Platia & Schimmel, 2002
- Melanotus bengalensis Platia & Schimmel, 2001
- Melanotus beninii Platia & Schimmel, 2001
- Melanotus bequesti Platia & Schimmel, 2001
- Melanotus bertrandi Platia & Schimmel, 2001
- Melanotus beshkenticus Dolin & Latifi, 1989
- Melanotus besucheti Platia & Schimmel, 2001
- Melanotus bhaktai Platia & Schimmel, 2001
- Melanotus bhutanensis Platia & Schimmel, 2001
- Melanotus bieti Platia & Schimmel, 2001
- Melanotus bifoveatus Vats & Chauhan, 1991
- Melanotus bilyi Platia & Schimmel, 2001
- Melanotus bimaculatus Platia & Schimmel, 2001
- Melanotus binaghii Platia & Schimmel, 2001
- Melanotus bipunctatus Candèze, 1865
- Melanotus birmanicus Fleutiaux, 1942
- Melanotus blaisei Platia & Schimmel, 2002
- Melanotus blumenthali Platia & Gudenzi, 2002
- Melanotus bocaki Platia & Schimmel, 2001
- Melanotus bocakovae Platia & Schimmel, 2001
- Melanotus bogatschevi Dolin, 1978
- Melanotus boninensis Ôhira, 1974
- Melanotus bowringi Platia & Schimmel, 2001
- Melanotus brancuccii Platia & Schimmel, 2001
- Melanotus brantlovai Platia & Schimmel, 2001
- Melanotus breuili Platia & Schimmel, 2001
- Melanotus brevicollis (Herbst, 1806)
- Melanotus brevicornis Candèze, 1880
- Melanotus brevis Candèze, 1882
- Melanotus brevithorax Kishii & Platia, 1993
- Melanotus brezinai Platia & Schimmel, 2002
- Melanotus brignolii Guglielmi & Platia, 1985
- Melanotus bronsteinae Dolin, 1990
- Melanotus brunneolus Dolin & Latifi, 1989
- Melanotus brunneus Fleutiaux
- Melanotus brunnicornis Schwarz, 1892
- Melanotus brunniopacus Kishii, 1989
- Melanotus brunnipes (Germar, 1824)
- Melanotus burakowskii Buchholz & Dolin, 1989
- Melanotus burckhardti Platia & Schimmel, 2001
- Melanotus businskyi Platia & Schimmel, 2001
- Melanotus cambodiensis Platia, 2007
- Melanotus campagnei Fleutiaux, 1933
- Melanotus candezei Schwarz, 1901
- Melanotus caoxiaolani Platia, 2007
- Melanotus carbonarius Candèze, 1882
- Melanotus carinatus Candèze, 1865
- Melanotus carinatus Punam, Saini & Vasu, 1997
- Melanotus carinicollis Schwarz, 1894
- Melanotus carinifer (Champion, 1896)
- Melanotus carinifrons Platia & Schimmel, 2002
- Melanotus carinulatus Platia & Schimmel, 2001
- Melanotus carnosus Platia & Schimmel, 2001
- Melanotus castaneus Fleutiaux, 1933
- Melanotus castanipes (Paykull, 1800)
- Melanotus catei Platia & Schimmel, 2001
- Melanotus caudex Lewis, 1879
- Melanotus cavaleriei Platia & Schimmel, 2001
- Melanotus cechovskyi Platia & Schimmel, 2001
- Melanotus cerberus Gurjeva, 1989
- Melanotus cervenkai Platia & Schimmel, 2002
- Melanotus cete Candèze, 1860
- Melanotus championi Platia & Schimmel, 2001
- Melanotus chapensis Platia & Schimmel, 2001
- Melanotus chatlonicus Dolin & Cate, 1990
- Melanotus chejuensis Lee in Lee, Woo & Kwon, 1999
- Melanotus chengi Kishii, 1994
- Melanotus chiricahuae Knull, 1962
- Melanotus christophi Dolin & Gurjeva, 1994
- Melanotus cinerascens (Küster, 1851)
- Melanotus clandestinus (Erichson, 1842)
- Melanotus clermonti Platia & Schimmel, 2001
- Melanotus combyi Platia & Schimmel, 2001
- Melanotus communis (Gyllenhal, 1817)
- Melanotus compactus Candèze, 1860
- Melanotus comptus Platia & Schimmel, 2001
- Melanotus concisus Knull, 1959
- Melanotus confusus Fleutiaux, 1933
- Melanotus conicicollis Reitter, 1891
- Melanotus conicus Candèze, 1891
- Melanotus convexiusculus Platia & Schimmel, 2001
- Melanotus coolsi Platia & Schimmel, 2001
- Melanotus coomani Fleutiaux, 1903
- Melanotus copiosus Fleutiaux, 1933
- Melanotus coreanus Lee in Lee, Woo & Kwon, 1999
- Melanotus corpulentus Platia & Schimmel, 2002
- Melanotus correctus Candèze, 1865
- Melanotus corticinus (Say, 1823)
- Melanotus crassicollis (Erichson, 1841)
- Melanotus crassus Platia & Schimmel, 2001
- Melanotus cribratoides Platia & Schimmel, 2002
- Melanotus cribratus Fleutiaux, 1933
- Melanotus cribricollis Candèze, 1860
- Melanotus cribriventris Blatchley, 1910
- Melanotus cribrosus (Champion, 1896)
- Melanotus cribrum Candèze, 1880
- Melanotus cribulosus (LeConte, 1853)
- Melanotus csorbai Platia, 2007
- Melanotus cuneiformis Baudi di Selve, 1871
- Melanotus cuneolus Schwarz, 1902
- Melanotus cuneolus (Candèze, 1860)
- Melanotus curtulus Platia & Schimmel, 2001
- Melanotus dabaensis Platia, 2007
- Melanotus daccordii Platia & Schimmel, 2002
- Melanotus danilevskyi Dolin & Cate, 1995
- Melanotus daruma Kishii, 2004
- Melanotus davidi Platia & Schimmel, 2001
- Melanotus davidiani Platia, 2007
- Melanotus deboiseae Platia & Schimmel, 2001
- Melanotus decumanus (Erichson, 1842)
- Melanotus dejeani Platia & Schimmel, 2001
- Melanotus dembickyi Platia & Schimmel, 2001
- Melanotus densus Fleutiaux, 1933
- Melanotus depressicollis Fleutiaux, 1933
- Melanotus depressus (Melsheimer, 1846)
- Melanotus depressus Punam, Saini & Vasu, 1997
- Melanotus desbrochersi Candèze, 1882
- Melanotus desgodinsi Platia, 2007
- Melanotus despectus Candèze, 1860
- Melanotus deyrollei Platia & Schimmel, 2002
- Melanotus dichroides Platia & Gudenzi, 1999
- Melanotus dichrous (Erichson, 1841)
- Melanotus diehli Platia & Schimmel, 2001
- Melanotus dietrichi Quate & Quate, 1967
- Melanotus difficilis Blatchley, 1910
- Melanotus dignus Platia & Schimmel, 2001
- Melanotus dilatatus Platia & Schimmel, 2001
- Melanotus dilaticollis Reitter, 1891
- Melanotus dilutus Platia & Schimmel, 2001
- Melanotus diploconoides Candèze, 1895
- Melanotus discrepans Dolin & Latifi, 1989
- Melanotus dispunctatus Candèze, 1897
- Melanotus dohertyi Platia & Schimmel, 2001
- Melanotus dohrni Schwarz, 1902
- Melanotus dolakhaensis Platia, 2007
- Melanotus dolini Atamuradov, 1990
- Melanotus dubernardi Platia & Schimmel, 2001
- Melanotus dubiosus Platia & Schimmel, 2001
- Melanotus duchainei Platia & Schimmel, 2001
- Melanotus duliki Platia & Schimmel, 2002
- Melanotus dundai Platia & Schimmel, 2001
- Melanotus duporti Fleutiaux, 1940
- Melanotus dureli Platia & Schimmel, 2001
- Melanotus dusaneki Platia & Schimmel, 2002
- Melanotus dussauti Fleutiaux, 1918
- Melanotus duvali Platia, 2007
- Melanotus ebeninus Candèze, 1860
- Melanotus effetus Candèze, 1860
- Melanotus electus Platia & Schimmel, 2001
- Melanotus elongatus (Hope, 1831)
- Melanotus elongatus (Schwarz, 1902)
- Melanotus elsasseri Platia & Schimmel, 2001
- Melanotus emarginatus Platia, 2007
- Melanotus emissus (LeConte, 1853)
- Melanotus erythropygus Candèze, 1873
- Melanotus escalerai Platia & Schimmel, 2001
- Melanotus excavatus Dolin & Latifi, 1997
- Melanotus excelsus Platia & Schimmel, 2001
- Melanotus excoffieri Platia & Schimmel, 2001
- Melanotus exiguus Fleutiaux, 1933
- Melanotus exularis Dolin, 1990
- Melanotus fabbrii Platia, 2007
- Melanotus fabiani Platia & Schimmel, 2001
- Melanotus fairmairei Fleutiaux, 1918
- Melanotus farkaci Platia & Schimmel, 2001
- Melanotus feai Platia & Schimmel, 2001
- Melanotus fergussoni Platia & Schimmel, 2001
- Melanotus ferreroi Platia & Schimmel, 2001
- Melanotus ferrugineus Schwarz, 1892
- Melanotus fiumii Platia & Schimmel, 2001
- Melanotus flavipennis (Candèze, 1894)
- Melanotus flavus Platia & Schimmel, 2001
- Melanotus fleutiauxi Platia & Schimmel, 2001
- Melanotus forestieroi Platia & Schimmel, 2001
- Melanotus fortnumi Candèze, 1878
- Melanotus fortunati Platia & Schimmel, 2001
- Melanotus fouqueorum Platia & Schimmel, 2004
- Melanotus fowleri Platia & Schimmel, 2001
- Melanotus fragilis Schwarz, 1892
- Melanotus fragilloides Dolin, 1988
- Melanotus fraseri Platia & Schimmel, 1993
- Melanotus frequens (Miwa, 1930)
- Melanotus frequens (Miwa, 1930)
- Melanotus frontalis Platia & Schimmel, 2001
- Melanotus fruhstorferi Platia & Schimmel, 2001
- Melanotus fryi Platia & Schimmel, 2001
- Melanotus fulvipennis Fleutiaux, 1933
- Melanotus fulvus Reitter, 1891
- Melanotus fusciceps (Gyllenhal, 1817)
- Melanotus fuscus Fabricius, 1801
- Melanotus gardneri Platia & Schimmel, 2001
- Melanotus garretai Fleutiaux, 1933
- Melanotus ghilarovi Dolin & Atamuradov, 1989
- Melanotus giachinoi Platia & Schimmel, 2002
- Melanotus gigas Fleutiaux, 1918
- Melanotus girardi Platia & Schimmel, 2001
- Melanotus glanei Platia & Schimmel, 2001
- Melanotus globosus Platia & Schimmel, 2002
- Melanotus gononi Platia & Schimmel, 2002
- Melanotus gorodinskii Platia, 2005
- Melanotus gracilifasciatus Platia & Schimmel, 2001
- Melanotus gracilipennis Kishii & Platia, 1993
- Melanotus gradatus LeConte, 1866
- Melanotus graecus Platia & Schimmel, 1993
- Melanotus gratus Platia & Schimmel, 2001
- Melanotus gressitti Platia & Schimmel, 2001
- Melanotus grootaerti Platia & Schimmel, 2001
- Melanotus guambatae Van Zwaluwenburg, 1931
- Melanotus guatemalensis (Champion, 1896)
- Melanotus gudenzii Platia & Schimmel, 2001
- Melanotus gurjevae Dolin, 1997
- Melanotus habaensis Platia, 2007
- Melanotus hachijoensis Ôhira, 1969
- Melanotus haemorrhous Candèze, 1860
- Melanotus hainanensis Platia & Schimmel, 2001
- Melanotus hallasanae Lee, 1998
- Melanotus hamatus Knull, 1959
- Melanotus hapatesus Candèze, 1880
- Melanotus hartmanni Platia & Schimmel, 2004
- Melanotus haucki Platia, 2007
- Melanotus hauseri Dolin, 1971
- Melanotus hausschweisi Platia & Schimmel, 2001
- Melanotus hayekae Platia & Schimmel, 2001
- Melanotus hebeiensis Platia & Schimmel, 2004
- Melanotus helferi Platia & Schimmel, 2002
- Melanotus henscheli Platia, 2007
- Melanotus hergovitsi Platia & Schimmel, 2002
- Melanotus hericeus Candèze, 1892
- Melanotus heydeni Schwarz, 1892
- Melanotus hiekei Platia & Schimmel, 2001
- Melanotus himalayanus Platia & Schimmel, 2001
- Melanotus hirsutus Platia & Schimmel, 2002
- Melanotus hirtellus Candèze, 1860
- Melanotus hirticornis (Herbst, 1806)
- Melanotus hissaricus Dolin & Latifi, 1988
- Melanotus hohi Platia & Schimmel, 2001
- Melanotus hollowayi Platia & Schimmel, 2001
- Melanotus holtmanni Platia & Schimmel, 2001
- Melanotus holzschuhi Platia & Schimmel, 2001
- Melanotus hopei Platia & Schimmel, 2001
- Melanotus horai Platia & Schimmel, 2001
- Melanotus horaki Platia & Schimmel, 2001
- Melanotus horishanus Miwa, 1927
- Melanotus horishanus (Miwa, 1927)
- Melanotus hourai Kishii, 1989
- Melanotus housaii Kishii, 1991
- Melanotus humilis Schwarz, 1892
- Melanotus hunanensis Platia & Schimmel, 2001
- Melanotus hyslopi Van Zwaluwenburg, 1921
- Melanotus ignobilis Melsheimer, 1844
- Melanotus ignotus Platia & Schimmel, 2001
- Melanotus imitans Van Zwaluwenburg, 1963
- Melanotus imitator Dolin, 1997
- Melanotus immissus Candèze, 1897
- Melanotus incallidus Candèze, 1882
- Melanotus indentus Punam, Saini & Vasu, 1997
- Melanotus indicus Platia & Schimmel, 2001
- Melanotus indigenus Gurjeva, 1988
- Melanotus indistinctus Quate & Quate, 1967
- Melanotus infaustus (LeConte, 1853)
- Melanotus informis Platia & Schimmel, 2001
- Melanotus ingens Platia & Schimmel, 2001
- Melanotus inornatus Platia & Schimmel, 2001
- Melanotus insignis Platia & Schimmel, 2001
- Melanotus insipiens (Say, 1825)
- Melanotus insolitus Platia & Schimmel, 2001
- Melanotus insularis Lee & Woo, 1999
- Melanotus interjectus Candèze, 1897
- Melanotus intermedius Fleutiaux, 1940
- Melanotus interprovincialis Platia, 2007
- Melanotus invectitius Candèze, 1865
- Melanotus iranicus Platia & Gudenzi, 1999
- Melanotus ishigakianus Kishii, 1974
- Melanotus jagemanni Platia & Schimmel, 2002
- Melanotus janatai Platia, 2007
- Melanotus jansoni Platia & Schimmel, 2001
- Melanotus japonicus Ôhira, 1974
- Melanotus jeanvoinei Fleutiaux, 1933
- Melanotus jelineki Platia & Schimmel, 2001
- Melanotus jendeki Platia & Schimmel, 2001
- Melanotus jenisi Platia & Schimmel, 2002
- Melanotus jiangi Platia, 2005
- Melanotus jingkei Platia, 2007
- Melanotus jucundus Platia & Schimmel, 2001
- Melanotus juhaszae Platia & Schimmel, 2007
- Melanotus kabakovi Gurjeva, 1990
- Melanotus kabateki Platia & Schimmel, 2002
- Melanotus kadleci Platia & Schimmel, 2002
- Melanotus kakusatoi Kishii, 1998
- Melanotus kalabi Platia & Schimmel, 2002
- Melanotus kalabzai Platia & Gudenzi, 2006
- Melanotus kamaunensis Vats & Chauhan, 1991
- Melanotus kantnerorum Platia, 2007
- Melanotus kasyi Platia & Gudenzi, 2002
- Melanotus kaulbacki Platia & Schimmel, 2001
- Melanotus kawakatsui Kishii, 1990
- Melanotus kinabaluensis Platia & Schimmel, 2001
- Melanotus kintaroui Kishii, 1989
- Melanotus kirghizicus Dolin, 1969
- Melanotus kishiii Platia, 2005
- Melanotus kiungdoni Platia & Schimmel, 2001
- Melanotus kliri Cate, Platia & Schimmel, 2002
- Melanotus knizeki Platia, 2005
- Melanotus kodadai Platia & Schimmel, 2002
- Melanotus koikei Kishii & Ôhira, 1956
- Melanotus kolibaci Platia & Schimmel, 2002
- Melanotus kolleri Platia, 2007
- Melanotus kolthoffi Platia & Schimmel, 2001
- Melanotus kopetdaghensis Dolin & Atamuradov, 1994
- Melanotus kopetzi Platia & Schimmel, 2004
- Melanotus kourai Kishii, 1994
- Melanotus kraatzi Schwarz, 1892
- Melanotus krali Platia & Schimmel, 2001
- Melanotus kryzhanovskyi Gurjeva, 1988
- Melanotus kubani Platia & Schimmel, 2001
- Melanotus kucerai Platia & Schimmel, 2002
- Melanotus kuehi Platia & Schimmel, 2001
- Melanotus kumaunensis Vats & Chauhan, 1991
- Melanotus kumensis Ôhira, 1999
- Melanotus laevis (Champion, 1896)
- Melanotus laidlawi Platia & Schimmel, 2001
- Melanotus lameyi Fleutiaux, 1918
- Melanotus lanceatus Quate & Quate, 1967
- Melanotus lanei Quate & Quate, 1967
- Melanotus languidus Platia & Schimmel, 2001
- Melanotus lanuginosus (Champion, 1896)
- Melanotus laotianus Platia & Schimmel, 2001
- Melanotus laoticus Fleutiaux, 1933
- Melanotus latissimus Platia & Schimmel, 2001
- Melanotus latus Platia & Schimmel, 2001
- Melanotus lautus Platia & Schimmel, 2002
- Melanotus lebischi Platia & Schimmel, 2001
- Melanotus legatoides Kishii, 1975
- Melanotus legatus Candèze, 1860
- Melanotus lehmanni Platia & Schimmel, 2001
- Melanotus leileri Platia & Schimmel, 2001
- Melanotus lemoulti Platia & Schimmel, 2002
- Melanotus leningeri Platia & Schimmel, 2001
- Melanotus leonardi (LeConte, 1853)
- Melanotus lewisi Schenkling, 1927
- Melanotus lindskogi Platia & Schimmel, 2001
- Melanotus liui Platia & Schimmel, 2001
- Melanotus liukueiensis Kishii, 1989
- Melanotus loebli Platia & Schimmel, 2001
- Melanotus loizeaui Platia & Schimmel, 2001
- Melanotus lomeyi Fleutiaux, 1918
- Melanotus longicornis Candèze, 1860
- Melanotus longipes Gurjeva, 1988
- Melanotus longipilosus Vats & Chauhan, 1991
- Melanotus longus Gurjeva, 1990
- Melanotus loochooensis Miwa, 1929
- Melanotus loudai Platia & Gudenzi, 2005
- Melanotus lutaoanus Kishii, 1994
- Melanotus luzonicus Platia & Schimmel, 2001
- Melanotus maai Platia & Schimmel, 2001
- Melanotus maceki Platia & Schimmel, 2001
- Melanotus macer (LeConte, 1853)
- Melanotus macrofasciatus Platia & Schimmel, 2001
- Melanotus maculicornis Buysson, 1912
- Melanotus madagascariensis Candèze, 1889
- Melanotus maestus Platia & Schimmel, 2002
- Melanotus magnus Platia & Schimmel, 2001
- Melanotus malaccensis Platia & Schimmel, 2001
- Melanotus malaisei Fleutiaux, 1942
- Melanotus mamillanus Gurjeva, 1989
- Melanotus manifestus Gurjeva, 1989
- Melanotus marchandi Platia & Schimmel, 2001
- Melanotus martensi Platia & Schimmel, 2001
- Melanotus martini Platia & Schimmel, 2001
- Melanotus masakii Kishii, 1975
- Melanotus masamichii Kishii, 2004
- Melanotus massiei Fleutiaux
- Melanotus matsumurai Schenkling, 1927
- Melanotus mayri Platia & Schimmel, 2001
- Melanotus medianus Platia & Schimmel, 2002
- Melanotus medvedevi Dolin, 1997
- Melanotus meghalayanus Platia & Schimmel, 2002
- Melanotus mehli Platia & Schimmel, 2002
- Melanotus melanotoides (Miwa, 1930)
- Melanotus melanotoides (Miwa, 1930)
- Melanotus melli Platia & Schimmel, 2001
- Melanotus mellonii Platia & Schimmel, 2001
- Melanotus mendiculus Candèze, 1897
- Melanotus merkli Platia & Schimmel, 2001
- Melanotus mertliki Platia & Schimmel, 2001
- Melanotus mexicanus Champion, 1896
- Melanotus michailovi Dolin, 1988
- Melanotus microaugustus Platia & Schimmel, 2002
- Melanotus minimus Dolin, 1997
- Melanotus mirus Platia & Schimmel, 2001
- Melanotus miscellus Quate & Quate, 1967
- Melanotus mixtus Platia & Schimmel, 2001
- Melanotus mizhilensis Platia, 2007
- Melanotus mniszechi Platia & Schimmel, 2001
- Melanotus moffartsi Platia & Schimmel, 2001
- Melanotus molnari Platia & Schimmel, 2001
- Melanotus mongolicus Gurjeva, 1968
- Melanotus monticola (Ménétriés, 1832)
- Melanotus moraveci Platia & Schimmel, 2001
- Melanotus morbosus Candèze, 1886
- Melanotus morosus Candèze, 1860
- Melanotus mouhoti Fleutiaux, 1933
- Melanotus mouhoti (Candèze, 1865)
- Melanotus mouldsi Calder, 1983
- Melanotus mucronatus Platia, 2007
- Melanotus muliebris Platia & Schimmel, 2001
- Melanotus mursini Dolin, 1990
- Melanotus murzini Platia & Schimmel, 2002
- Melanotus mutatus Harold, 1869
- Melanotus mutilatus Platia & Schimmel, 2001
- Melanotus narukawai Kishii, 1996
- Melanotus nepalensis Ôhira & Becker, 1974
- Melanotus niasensis Platia & Schimmel, 2001
- Melanotus nicoudi Fleutiaux, 1933
- Melanotus niger Lee, 1998
- Melanotus niger (Schwarz, 1902)
- Melanotus nigricollis (Schwarz, 1902)
- Melanotus nikodymi Platia & Schimmel, 2001
- Melanotus niponicus Ôhira, 1964
- Melanotus nitidicornis Gurjeva, 1988
- Melanotus nonfriedi Platia & Schimmel, 2001
- Melanotus notabilis Dolin, 1994
- Melanotus novus Platia & Schimmel, 2001
- Melanotus nuceus Candèze
- Melanotus oberthueri Platia & Schimmel, 2001
- Melanotus obesus Fleutiaux, 1933
- Melanotus oblongissimus Platia & Schimmel, 2002
- Melanotus oblongulus Kishii, 1989
- Melanotus obscuratus Blatchley, 1927
- Melanotus obscurus (Fabricius, 1775)
- Melanotus ocellatopunctatus Lewis, 1894
- Melanotus ocellatus Platia & Schimmel, 2001
- Melanotus omotoensis Ôhira, 1966
- Melanotus opacicollis LeConte, 1866
- Melanotus opacus Platia & Schimmel, 2001
- Melanotus opicus Candèze, 1900
- Melanotus osellai Guglielmi & Platia, 1985
- Melanotus oshimanus (Ôhira, 1967)
- Melanotus otobeanus Kishii, 1988
- Melanotus ovtschinnikovi Dolin, 1997
- Melanotus pacholatkoi Platia & Schimmel, 2001
- Melanotus pagliaccii Platia & Schimmel, 2001
- Melanotus pahangensis Platia & Schimmel, 2002
- Melanotus pakistanicus Platia & Schimmel, 2001
- Melanotus palawanensis Ôhira, 1973
- Melanotus pansanus Kishii, 1998
- Melanotus paradoxus Dolin, 1990
- Melanotus parallelicollis Platia & Schimmel, 2001
- Melanotus parallelus Blatchley, 1920
- Melanotus parphianus Dolin & Atamuradov, 1989
- Melanotus parvulus Platia & Schimmel, 2001
- Melanotus passerculus (Gurjeva, 1988)
- Melanotus pasteuri Platia & Schimmel, 2001
- Melanotus paulusi Platia & Schimmel, 2002
- Melanotus pavanelloi Platia & Schimmel, 2002
- Melanotus paveli Platia, 2007
- Melanotus pearsoni Platia & Schimmel, 2001
- Melanotus pectinatus Platia & Schimmel, 2002
- Melanotus pedulis Platia & Schimmel, 2001
- Melanotus pejchai Platia, 2007
- Melanotus pekarovici Platia & Schimmel, 2002
- Melanotus pellitus Schwarz, 1898
- Melanotus pendleburyi Platia & Schimmel, 2001
- Melanotus pendulus Platia & Schimmel, 2001
- Melanotus perlongus Candèze, 1900
- Melanotus perplexus Platia & Schimmel, 2001
- Melanotus perroti Platia & Schimmel, 2001
- Melanotus persimilis Dolin & Latifi, 1988
- Melanotus pertinax (Say, 1839)
- Melanotus perturbatus Platia & Schimmel, 2004
- Melanotus pfanneri Platia & Schimmel, 2001
- Melanotus philippinensis Platia & Schimmel, 2001
- Melanotus phlogosus Candèze, 1860
- Melanotus piceatus Blatchley, 1927
- Melanotus piceipennis Platia & Schimmel, 2004
- Melanotus piceus (Ménétriés, 1849)
- Melanotus pichoni Platia & Schimmel, 2001
- Melanotus pickai Platia & Schimmel, 2001
- Melanotus pieli Platia & Schimmel, 2001
- Melanotus piger (Motschulsky, 1854)
- Melanotus pilosulus (Miwa, 1927)
- Melanotus pilosus Blatchley, 1910
- Melanotus pisarskii Platia & Schimmel, 2001
- Melanotus pisciculus Candèze, 1860
- Melanotus pishanensis Kishii, 1989
- Melanotus planipennis Candèze, 1900
- Melanotus planus Platia & Schimmel, 2001
- Melanotus plasoni Platia & Schimmel, 2001
- Melanotus platypus Vats & Chauhan, 1991
- Melanotus plurimus Platia & Schimmel, 2001
- Melanotus plutenkoi Platia, 2007
- Melanotus poggii Platia & Schimmel, 2001
- Melanotus porcellus Candèze, 1878
- Melanotus porioni Platia & Schimmel, 2001
- Melanotus potensis Montrouzier, 1860
- Melanotus prasinus Blatchley, 1910
- Melanotus probatus Platia & Schimmel, 2001
- Melanotus problematicus Platia & Schimmel, 2001
- Melanotus probsti Platia & Schimmel, 2001
- Melanotus procerus Platia & Schimmel, 2001
- Melanotus prolixus Erichson, 1841
- Melanotus promtus Erichson, 1841
- Melanotus propexus Candèze, 1860
- Melanotus prosternalis Platia & Schimmel, 2001
- Melanotus proszynskii Platia & Schimmel, 2001
- Melanotus pseudoalburnus Platia & Schimmel, 2001
- Melanotus pseudoarctus Platia & Schimmel, 2001
- Melanotus pseudobrevis Platia & Schimmel, 2001
- Melanotus pseudocribrum Platia & Schimmel, 2001
- Melanotus pseudocuneolus Platia & Schimmel, 2001
- Melanotus pseudodiploconoides Platia & Schimmel, 2001
- Melanotus pseudogigas Platia & Schimmel, 2002
- Melanotus pseudolegatus Platia & Schimmel, 2001
- Melanotus pseudoregalis Platia & Schimmel, 2001
- Melanotus puberulus Erichson, 1841
- Melanotus pullatus Platia & Schimmel, 2001
- Melanotus pullulus Platia & Schimmel, 2001
- Melanotus pullus Punam, Saini & Vasu, 1997
- Melanotus pulvereus Candèze, 1897
- Melanotus pulverosus (Hope, 1831)
- Melanotus pulvinatus Gurjeva, 1990
- Melanotus punctatostriatus Schwarz, 1892
- Melanotus puncticollis Platia & Schimmel, 2001
- Melanotus punctolineatus (Pelerin, 1829)
- Melanotus punctosinus Cate, Platia & Schimmel, 2002
- Melanotus punctosus (Walker, 1858)
- Melanotus pusillus Platia & Schimmel, 2001
- Melanotus pygmaeus Stepanov, 1930
- Melanotus quadrimaculatus Fleutiaux, 1933
- Melanotus quatei Platia & Schimmel, 2001
- Melanotus raii Platia & Schimmel, 2001
- Melanotus ramitensis Dolin, 1997
- Melanotus recessus Candèze, 1897
- Melanotus rectus Gurjeva, 1990
- Melanotus regalis Candèze, 1860
- Melanotus reitteri Platia & Schimmel, 2002
- Melanotus remissus Gurjeva, 1989
- Melanotus ribbei Platia & Schimmel, 2001
- Melanotus ricchiardii Platia & Schimmel, 2001
- Melanotus ridleyi Platia & Schimmel, 2001
- Melanotus riesei Platia & Schimmel, 2001
- Melanotus roannei Platia & Schimmel, 2001
- Melanotus robustus (Szombathy, 1910)
- Melanotus rodriguezi (Candèze, 1878)
- Melanotus rogersi Platia & Schimmel, 2001
- Melanotus rollei Platia & Schimmel, 2001
- Melanotus rondoni Platia & Schimmel, 2001
- Melanotus ronkayi Platia & Schimmel, 2002
- Melanotus rougemonti Platia & Schimmel, 2002
- Melanotus rubicundus Candèze, 1889
- Melanotus ruficaudis Candèze, 1878
- Melanotus rufinoides Platia & Schimmel, 2001
- Melanotus rufiventris Miwa, 1930
- Melanotus rugosipennis Fleutiaux, 1933
- Melanotus rugosiventris Fleutiaux, 1933
- Melanotus rugulipennis Champion, 1896
- Melanotus rustamovi Dolin & Atamuradov, 1987
- Melanotus rusticus (Erichson, 1841)
- Melanotus sabatinellii Platia & Schimmel, 2001
- Melanotus safraneki Platia & Schimmel, 2002
- Melanotus sagittarius (LeConte, 1853)
- Melanotus sakischimensis Ôhira, 1982
- Melanotus salvazai Fleutiaux, 1940
- Melanotus samuelsoni Platia & Schimmel, 2001
- Melanotus sarasini Platia & Schimmel, 2001
- Melanotus satoi Ôhira, 1967
- Melanotus saueri Platia & Schimmel, 2002
- Melanotus sausai Platia & Schimmel, 2001
- Melanotus savioi Platia & Schimmel, 2001
- Melanotus schawalleri Platia & Schimmel, 2001
- Melanotus schenklingi Platia & Schimmel, 2001
- Melanotus schimmeli Platia, 2005
- Melanotus schintlmeisteri Platia & Schimmel, 2002
- Melanotus schmidti Platia & Schimmel, 2004
- Melanotus schoenmanni Platia & Schimmel, 2001
- Melanotus schuhi Platia & Schimmel, 2002
- Melanotus schwarzi Platia & Schimmel, 2001
- Melanotus scissus Platia & Schimmel, 2001
- Melanotus sciurus Candèze, 1882
- Melanotus scutellatus Platia & Schimmel, 2004
- Melanotus sedlaceki Platia & Schimmel, 2002
- Melanotus seniculus Candèze, 1873
- Melanotus senilis Candèze, 1865
- Melanotus sequens Platia & Schimmel, 2001
- Melanotus seriatus Platia & Schimmel, 2001
- Melanotus shaanxianus Platia, 2007
- Melanotus shinoharai Kishii & Platia, 1993
- Melanotus siamensis Platia & Schimmel, 2001
- Melanotus sichuanensis Platia & Schimmel, 2001
- Melanotus sikkimensis Platia & Schimmel, 2001
- Melanotus similaris Dolin & Latifi, 1989
- Melanotus similis (Kirby, 1837)
- Melanotus sinensis Platia & Schimmel, 2001
- Melanotus singularis Platia & Schimmel, 2001
- Melanotus siniaevi Platia & Schimmel, 2002
- Melanotus siskai Platia & Schimmel, 2002
- Melanotus skopini Dolin, 1971
- Melanotus sladkovi Dolin & Atamuradov, 1986
- Melanotus slipinskyi Platia & Schimmel, 2001
- Melanotus smetanai Platia & Schimmel, 2001
- Melanotus sobrinus (Ménétriés, 1832)
- Melanotus solidus Platia & Schimmel, 2001
- Melanotus solus Platia & Schimmel, 2001
- Melanotus sondaicus Platia & Schimmel, 2001
- Melanotus sordidatus Gurjeva, 1989
- Melanotus sordidus Platia & Schimmel, 2001
- Melanotus souliei Platia & Schimmel, 2001
- Melanotus spadix (Erichson, 1842)
- Melanotus spenceri Platia & Schimmel, 2001
- Melanotus spernendus Candèze, 1873
- Melanotus spevari Platia & Schimmel, 2001
- Melanotus splendidus Platia & Schimmel, 2001
- Melanotus splichali Platia & Schimmel, 2002
- Melanotus staudingeri (Candèze, 1889)
- Melanotus stegnus Gurjeva, 1990
- Melanotus steinkeae Platia & Schimmel, 2001
- Melanotus stepari Platia & Schimmel, 2002
- Melanotus stevensi Platia & Schimmel, 2001
- Melanotus storki Platia & Schimmel, 2002
- Melanotus stotzneri Platia & Schimmel, 2001
- Melanotus strbai Platia & Schimmel, 2002
- Melanotus striatulus Platia & Schimmel, 2001
- Melanotus striatus Guim., 1832
- Melanotus strnadi Platia & Schimmel, 2001
- Melanotus subcarinatus Platia & Schimmel, 2001
- Melanotus subglabratus Platia & Schimmel, 2001
- Melanotus subspinosus Platia & Schimmel, 2001
- Melanotus substriatus Fleutiaux, 1933
- Melanotus sugonjaevi Gurjeva, 1990
- Melanotus sukenagai Kishii, 1986
- Melanotus sulcatulus Platia & Schimmel, 2001
- Melanotus sulcicollis (Mulsant & Guillebeau, 1855)
- Melanotus sumatrensis Platia & Schimmel, 2002
- Melanotus sumbaensis Schwarz, 1902
- Melanotus summus Platia & Schimmel, 2001
- Melanotus suturalis (Schwarz, 1902)
- Melanotus suwonensis Lee, 1998
- Melanotus suzukii Platia & Schimmel, 2007
- Melanotus svandai Platia, 2007
- Melanotus svihlai Platia & Schimmel, 2002
- Melanotus szikossyae Platia & Schimmel, 2001
- Melanotus taenicollis (LeConte, 1853)
- Melanotus taiwanus Kishii, 1989
- Melanotus takahashii Kishii, 1974
- Melanotus takaoanus Kishii, 1989
- Melanotus takasago Kishii, 1989
- Melanotus tamsuyensis Bates, 1866
- Melanotus tanchamelis Ôhira, 1967
- Melanotus tarsalis Platia & Schimmel, 2001
- Melanotus tauricola Dolin, 1980
- Melanotus telum Candèze, 1895
- Melanotus tenasserimensis Platia & Schimmel, 2002
- Melanotus tenax (Say, 1839)
- Melanotus tenebrosus (Erichson, 1841)
- Melanotus testaceus (Melsheimer, 1846)
- Melanotus thailandicus Platia & Schimmel, 2001
- Melanotus thomasi Platia & Schimmel, 2001
- Melanotus tibetanus Platia & Schimmel, 2001
- Melanotus toi Platia, 2007
- Melanotus tonkinensis Fleutiaux, 1933
- Melanotus tornatorei Platia & Schimmel, 2002
- Melanotus torrevillasi Platia & Schimmel, 2001
- Melanotus trapezicollis Candèze, 1897
- Melanotus trapezoideus (LeConte, 1853)
- Melanotus tristis Platia & Schimmel, 2001
- Melanotus tropicalis (Champion, 1896)
- Melanotus tryznai Platia & Schimmel, 2002
- Melanotus turbatus Platia & Schimmel, 2001
- Melanotus turcicus Platia & Gudenzi, 2002
- Melanotus turkestanicus Schwarz, 1892
- Melanotus turkmenicus Dolin & Atamuradov, 1986
- Melanotus turnai Platia & Schimmel, 2001
- Melanotus umbilicatus (Gyllenhal, 1817)
- Melanotus umbrosus Platia & Schimmel, 2001
- Melanotus unicolor Fleutiaux, 1930
- Melanotus unicus Fleutiaux, 1940
- Melanotus ursulus Candèze, 1894
- Melanotus vaillanti Platia & Schimmel, 2001
- Melanotus valentini Gurjeva, 1989
- Melanotus validus Schwarz, 1892
- Melanotus variabilis Platia & Schimmel, 2001
- Melanotus vartiani Platia & Gudenzi, 2002
- Melanotus vauthieri Platia & Schimmel, 2002
- Melanotus venalis Candèze, 1860
- Melanotus ventralis Candèze, 1860
- Melanotus verberans (LeConte, 1853)
- Melanotus verus Platia & Schimmel, 2001
- Melanotus vesperatus Gurjeva, 1989
- Melanotus vetustus Schwarz, 1894
- Melanotus vicinus Gurjeva, 1989
- Melanotus victoriae Platia & Schimmel, 2001
- Melanotus vidualis Gurjeva, 1988
- Melanotus vietnamensis Platia & Schimmel, 2001
- Melanotus vignai Platia & Schimmel, 2001
- Melanotus vilis Gurjeva, 1989
- Melanotus villosus (Geoffroy, 1785)
- Melanotus visai Platia & Schimmel, 2001
- Melanotus vitalisi Fleutiaux, 1918
- Melanotus vourlahi Platia & Schimmel, 2001
- Melanotus vunun Kishii, 1991
- Melanotus wahnesi Platia & Schimmel, 2001
- Melanotus walkeri Platia & Schimmel, 2001
- Melanotus waltersi Platia & Schimmel, 2001
- Melanotus watanabei Ôhira, 2002
- Melanotus waterstradti Platia & Schimmel, 2001
- Melanotus weigeli Platia & Schimmel, 2002
- Melanotus weiperti Platia & Schimmel, 2004
- Melanotus weissi Platia & Schimmel, 2001
- Melanotus werneri Platia & Schimmel, 2001
- Melanotus wiesneri Platia & Schimmel, 2001
- Melanotus wittmeri Platia & Schimmel, 2001
- Melanotus woonhahi Lee & Woo, 1999
- Melanotus wrasei Platia & Schimmel, 2002
- Melanotus wui Platia & Schimmel, 2001
- Melanotus wujiashanensis Platia, 2007
- Melanotus yagianus Kishii, 1990
- Melanotus yamayai Kishii, 1985
- Melanotus yangi Platia & Schimmel, 2001
- Melanotus yayeyamacola Kishii, 1974
- Melanotus youngi Platia & Schimmel, 2001
- Melanotus yunnanensis Platia & Schimmel, 2001
- Melanotus zerchei Platia & Schimmel, 2001
- Melanotus zethneri Platia & Schimmel, 2001
- Melanotus zhantievi Dolin, 1969
- Melanotus zhilongensis Platia & Schimmel, 2001
- Melanotus zwaluwenburgi Platia & Schimmel, 2001